# Національний музей (Щецин)

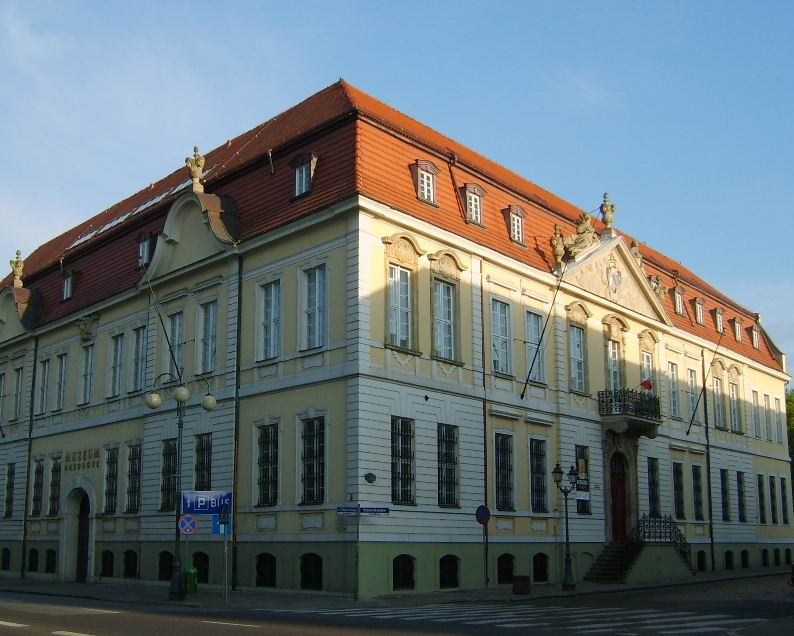
Галерея давнього мистецтва Щецинського національного музею, вул. Старомлинська, 27

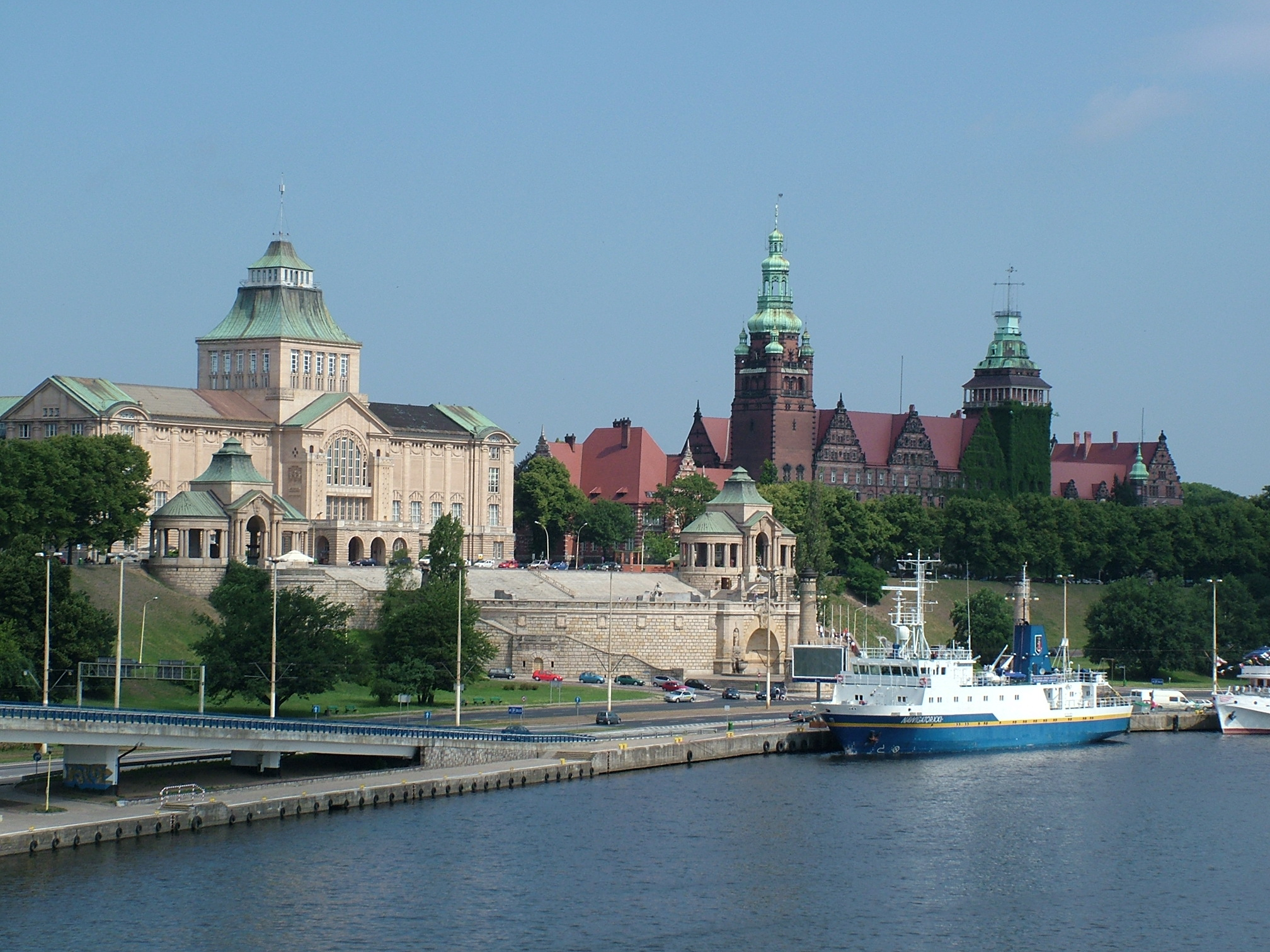
Вид на Морський музей

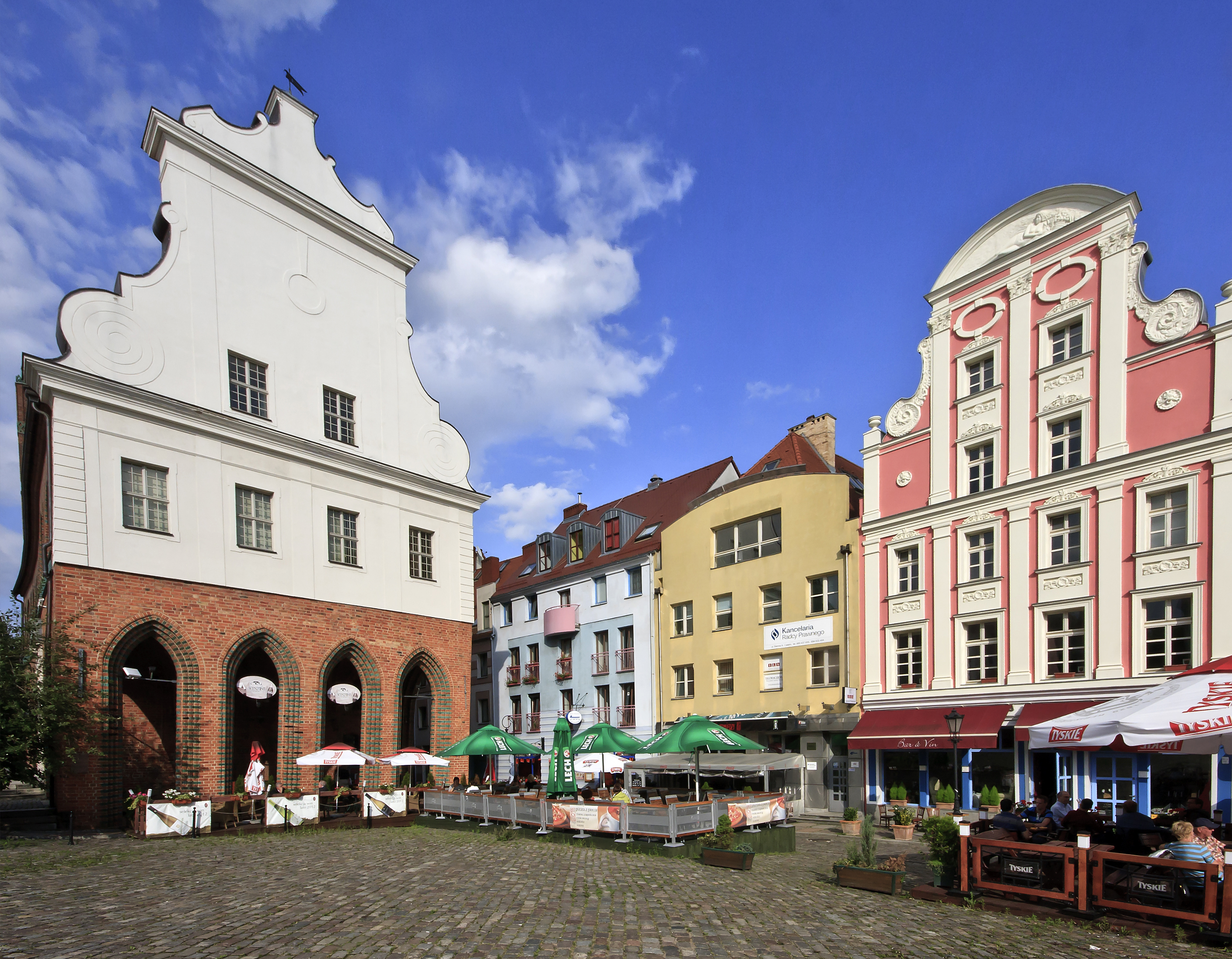
Музей історії Щецина в Староміській ратуші на пл. Сінний ринок

Щецинський національний музей (пол. Muzeum Narodowe w Szczecinie) — польський державний багатопрофільний музей у Щецині, що зберігає археологічну, історичну, нумізматичну, мореплавну, етнографічну колекції та зібрання витворів давнього і сучасного мистецтва. Зареєстрований у Державному реєстрі музеїв.
Заснований у 1945 році як Щецинський міський музей. Восени 1947 року набув краєзнавчого статусу і як Музей Західного Помор'я опікувався музеями західнопоморського краю. У 1970 році на знак визнання надрегіональної цінності його фондів ранг музею було підвищено до національного. У 1970-х Національний музей у Щецині збагатився на ще дві будівлі: Староміську ратушу, де створено Музей історії Щецина, і ліве крило будівлі колишньої комендатури гарнізону Щецинської фортеці, де нині розташовано Музей сучасного мистецтва.